# Luster (gemeente)
Luster is een gemeente in de Noorse provincie Vestland. De gemeente telde 5151 inwoners in januari 2017.

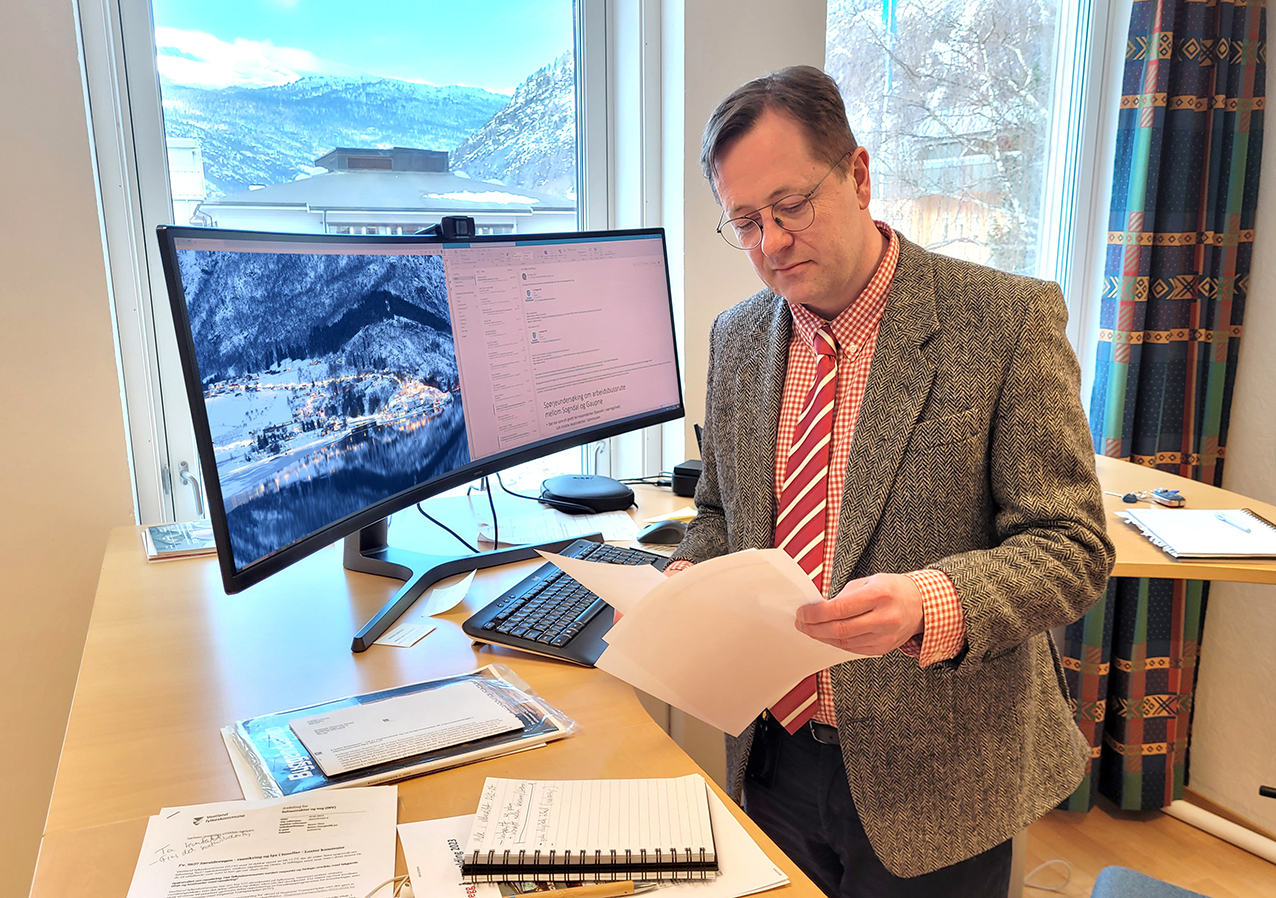
Burgemeester Andreas Wollnick Wiese, Luster (2024)

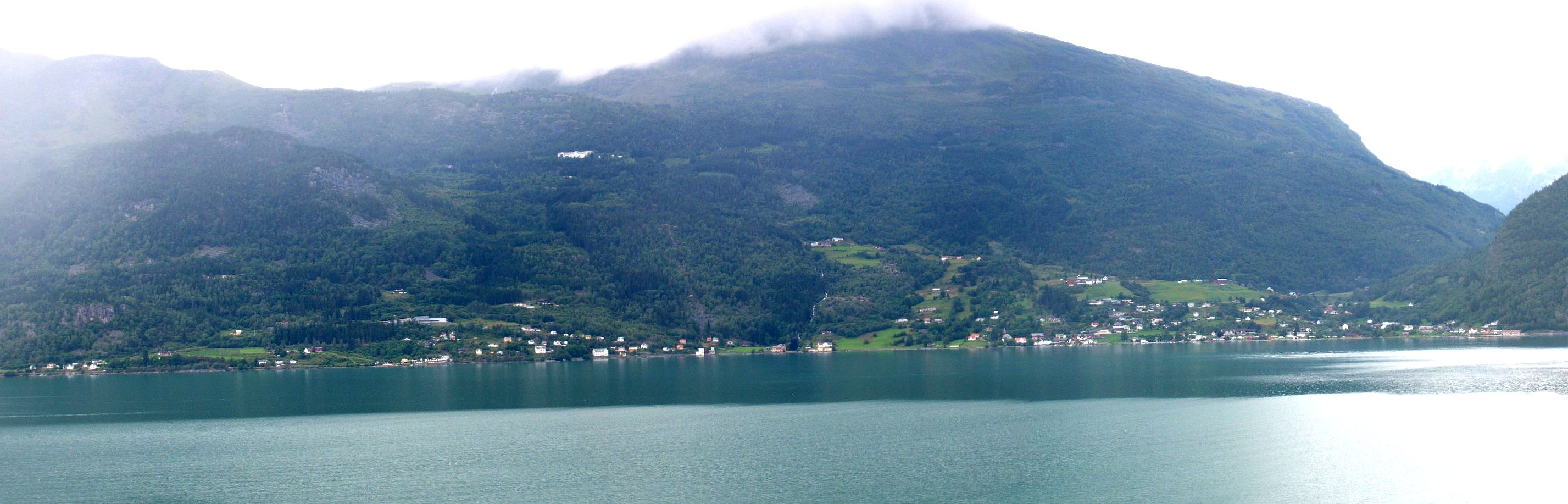

Tot Luster behoort Jostedal waar het Breheimsenteret is gevestigd, evenals Gaupne waar het administratieve centrum van Luster is.
Luster grenst in het noorden aan Stryn en Skjåk, in het oosten aan Lom, in het zuiden aan Årdal en Sogndal, in het westen aan Balestrand en Jølster.
Luster ligt aan de RV 55, de Sognefjellsweg naar Lom die loopt door het hooggebergte Jotunheimen.
De Skagastølstindane in het Hurrungane-gebergte ligt op de grens van de gemeente Luster en Årdal. De top van de Store Skagastølstind, de zuidelijkste berg, markeert de gemeentegrens.
In het gehucht Ornes (of Urnes) bevindt zich de staafkerk van Urnes. Deze kerk werd in 1979 op de lijst van Werelderfgoed geplaatst door UNESCO.

## Plaatsen in de gemeente
- Luster (plaats)
- Gaupne
- Hafslo
- Skjolden
- Solvorn
- Ornes (Urnes)
- Veitastrond

Alver ·  Askvol · Askøy · Aurland · Austevoll · Austrheim · Bergen · Bjørnafjorden · Bremanger · Bømlo · Eidfjord · Etne · Fedje · Fitjar · Fjaler · Gloppen · Gulen · Hyllestad · Høyanger · Kinn · Kvam · Kvinnherad · Luster · Lærdal · Masfjorden · Modalen · Osterøy · Samnanger · Sogndal · Solund · Stad · Stord · Stryn · Sunnfjord · Sveio · Tysnes · Ullensvang · Ulvik · Vaksdal · Vik · Voss · Øygarden · Årdal

Fylker van Noorwegen